# Cromwell House
Cromwell House (auch Cromwell-House) ist ein Computerspiel, das 1985 vom deutschen Entwicklerstudio Axis Komputerkunst für die 8-Bit-Heimcomputer von Atari und den Commodore 64 entwickelt und vom Publisher Ariolasoft veröffentlicht wurde. Das deutschsprachige Textadventure gehört dem Krimi-Genre an.

## Handlung
Cromwell House spielt in einer fiktiven Villa im britischen Oxford. Der Spieler übernimmt die Rolle eines Agenten von Scotland Yard. Mrs. Twaddleby, eine Nachbarin von Lord Henry Horatio Higginbottom, meldet, auf dessen Grundstück einen Schuss gehört zu haben, und der Spieler sucht zwecks Überprüfung der Angaben Higginbottoms Villa auf, wo er schnell dessen Leiche findet. Auf den ersten Blick scheint es, als habe der Hausherr Selbstmord begangen, doch finden sich wenig später Indizien, die auf einen Mord hindeuten. Drei Personen waren zum Tatzeitpunkt im Haus und kommen mithin als Täter in Frage: Higginbottoms 19 Jahre jüngere Frau, der Butler und die Haushälterin. Hat der Spieler genügend Beweise für eine Festnahme ermittelt, soll er den Fall durch einen Anruf bei Scotland Yard abschließen. Es stellt sich am Laufe des Spiels heraus, dass Higginbottoms Frau zwar eine Affäre mit dem Butler hatte und mit diesem durchbrennen wollte, mit dem Mord aber nichts zu tun hatte – dieser wurde von der Haushälterin verübt, die Higginbottom für den Tod ihres Sohnes verantwortlich machte.

## Spielprinzip und Technik
Cromwell House ist ein Textadventure, das heißt, Umgebung und Geschehnisse werden als Bildschirmtext ausgegeben und die Visualisierung obliegt zum größten Teil der Fantasie des Spielers. Die Steuerung der Spielfigur erfolgt über Befehle, die der Spieler mittels der Tastatur eingibt und die von einem Parser abgearbeitet werden. Die Befehle sind in natürlicher Sprache gehalten und lassen den Spielcharakter mit seiner Umwelt interagieren. Der Spieler kann sich so durch die Spielwelt bewegen, Gegenstände finden, sie auf die Umgebung oder andere Gegenstände anwenden und mit NPCs kommunizieren. Mit fortschreitendem Handlungsverlauf werden weitere Orte der rund 50 Lokalitäten umfassenden Spielwelt freigeschaltet. Cromwell House verfügt über deutsche Texte und einen deutschsprachigen Parser, was für damalige kommerzielle Textadventures wegen des begrenzten Absatzmarktes und der im Vergleich zum Englischen komplexeren Grammatik absoluten Seltenheitswert hatte. Qualitativ hinkte der Parser aber deutlich hinter den Produkten erfolgreicher anglo-amerikanischer Firmen hinterher: Während Cromwell House ausschließlich aus zwei Wörtern bestehende Befehle im Format Objekt-Verb verarbeiten konnte (zum Beispiel „tuer oeffnen“ oder „zaun untersuchen“) und dabei rund 100 Wörter verstand, verstand der Parser des im selben Jahr erschienenen, englischsprachigen Spiels Wishbringer der US-Firma Infocom ganze Sätze und über 1000 Wörter.

## Produktionsnotizen
Autor des Spiels war der Hamburger Journalist Jürgen Römer, der hauptberuflich als Redakteur einer Fernsehzeitschrift tätig war und dort die Computerrubrik betreute. Über ebenfalls computerbegeisterte Kollegen kam er mit dem Autorenkollektiv Axis Komputerkunst in Kontakt. Er präsentierte dort eine Testversion des Spiels, die zu einem Vertrag zwischen Römer und Axis führte. Römer schrieb Cromwell House größtenteils allein, Axis kümmerte sich um technische Hilfestellung und die Vermarktung. Römer nutzte die in seinen Commodore 64 integrierte Programmiersprache BASIC für die Erstellung des Spiels, das abschließend durch einen Compiler in schneller ausführbare Maschinensprache überführt wurde. Römer hatte sich bewusst gegen die Verwendung von illustrierenden Grafiken entschieden, obwohl die Produkte von Firmen wie Level 9 oder Telarium bereits über solche verfügten. Römer hielt weder die Grafikqualität des C64 noch den Platz auf dessen zeitgenössischen Speichermedien für ausreichend, um das Spiel angemessen illustrieren zu können. Lediglich ein Titelbild wurde in das Spiel eingefügt.
Die Verpackung war, völlig unüblich für die Branche, einem Schallplattencover nachempfunden und musste, um Missverständnissen vorzubeugen, mit einem nachträglich angebrachten Aufkleber als Software gekennzeichnet werden. Der Verpackung lagen zur Vertiefung der Immersion Baupläne der vierstöckigen Villa sowie Tatort- und andere Beweisfotos im Polaroid-Format bei. Auf der Verpackung betitelte Publisher Ariolasoft das Spiel abweichend als „Cromwell-House“. Im Spiel selbst wird aber die Schreibweise „Cromwell House“ ohne Trennstrich verwendet.
Cromwell House verkaufte sich für ein deutschsprachiges Textadventure gut; in den ersten acht Monaten nach Erscheinen wurden bei einem Verkaufspreis von 79 DM mindestens 6000 Einheiten abgesetzt.
Nur wenig später entwickelte Römer mit Mord an Bord für Axis Komputerkunst ein zweites Textadventure, das Ariolasoft ab 1986 vertrieb. Ein weiteres Spiel, ebenfalls ein Krimi, kam nicht über die Konzeptionsphase hinaus, weil Römer durch seinen Hauptberuf zeitlich zu stark in Anspruch genommen worden war.

## Rezeption
Die Computer Kontakt sah in Cromwell House einen „recht kniffligen Fall“ und lobte die ausführlichen Beschreibungen sowie den trockenen englischen Humor des Spiels. Kritisiert wurde der spärliche Parser sowie die umständliche Eingabe langer deutscher Wörter ohne Möglichkeiten zur Abkürzung derselben. In Summe bewertete das Magazin Cromwell House als „empfehlenswert“. Das deutsche Fachmagazin The Parser merkte in einer Retrospektive den primitiven Parser des Spiels an, der für deutschsprachige Textadventures jener Zeit üblich gewesen sei, lobte aber die Texte des Spiels, die atmosphärisch seien und „trotzdem das Krimi-Genre mit einem ironischen Augenzwinkern einfangen“.